# Бакинці
«Бакинці» (азерб. «Bakılılar») — азербайджанський радянський художній фільм 1938 року, перший чорно-білий звуковий ігровий фільм азербайджанського кінематографа.

## Сюжет
Фільм оповідає про участь бакинських робітників у революції 1905 року.

## У ролях
- Рза Афганли — Джафар Мамедов
- Микола Шульгін — фельдшер Михайлов
- Борис Байков — слюсар Захарич
- Васо Годзіашвілі — більшовик Васо
- Ваче Багратуні — Рубен
- Алісаттар Меліков — друг Джафара
- Ш. Бабаєв — друг Джафара
- Мустафа Марданов — меньшовик
- Володимир Отрадинський — меньшовик
- Андрій Костричкін — Василь Аркадійович, жандармський ротмістр
- Мовсун Санані — людина у черкесці
- Меджид Шамхалов — хазяїн фабрики

## Знімальна група
- Режисер — Віктор Турін
- Сценаристи — Всеволод Павловський, Віктор Турін
- Оператори — Алі-Сеттар Атакшиєв, Леонід Косматов, Мірза Мустафаєв, Дмитро Фельдман
- Композитор — Микола Крюков
- Художник — Віктор Аден